# Via Regia Україна
Віа Регія Україна — міжнародний мистецький фестиваль культурної дипломатії. Проходить щорічно з листопада 2016 року в історико-культурному комплексі «Замок-музей Радомисль».

## Назва
Назва фестивалю походить від давнього транспортного і торгового шляху, започаткованого давніми римлянами. Станом на Х-ХІІІ ст. шлях Via Regia мав крайній пункт на сході Київ, на заході — іспанське місто Сантьяго-де-Компостела[джерело?]. Проходив через території сучасних України, Білорусі, Литви, Польщі, Німеччини, Бельгії, Франції та Іспанії. Нині існує як транс-європейський транспортний коридор СІІІ.
В 2005 році Рада Європи визначила цей маршрут своїм «великим культурним шляхом». А в 2009 році Рада Європи створила культурний проект з тією ж назвою. Його мета — обмін культурними і духовними цінностями, інформацією і досвідом захисту історичних місць і культурних цінностей, розвиток нових напрямків туризму, виявлення та оцінка невідомих об'єктів культурної спадщини.
В 2011 році до проекту приєдналася Україна — так виникла мережа «Віа Регія Україна — культурний шлях Ради Європи». В ньому задіяні музейні та культурні заклади Київської, Житомирської, Рівненської, Волинської та Львівської областей.
Історико-культурий комплекс «Замок-музей Радомисль» на Житомирщині є одним з учасників мережі «Віа Регія Україна — культурний шлях Ради Європи». Він став першим в Україні об'єктом, нагородженим спеціальним дипломом проекту «Via Regia — культурний шлях Ради Європи».

## Про фестиваль
Мета фестивалю — відродження культурної спадщини українців та народів, які проживають на території України.
Головні заходи фестивалю — демонстрація етнічного та історичного вбрання українців та інших народів України, виконання їхніх танців, музики, пісень, показ їхніх національної символіки, народних обрядів і зразків бойового мистецтва.
Фестиваль «Віа Регія Україна» відбувається за підтримки дипломатичних представництв та культурних центрів європейських та азійських країн.

## Хронологія фестивалю «Via Regia Україна»
Перший фестиваль «Віа Регія Україна» відбувся 26 листопада 2016 року в м. Радомишль в історико-культурному комплексі «Замок-музей Радомисль». На ньому були представлені культури Південної Кореї, Єгипту, Литви, Японії, Індії, Голландії, Шотландії та Іспанії.
На фестивалі були представлені етнічні вбрання цих країн. Розігрувалася середньовічна корейська церемонія придворного прийому, єгипетська весільна церемонія; учасники фестивалю показували також традиційні литовські, голландські та іспанські танці; виконувалася традиційна шотландська музика на волинках. Були продемонстровані також елементи японських бойових мистецтв.
28 липня 2018 року фестиваль "Віа Регія Україна" відбувався в рамках етно-фешн шоу «Аристократична Україна». На ньому відбувалася демонстрація традиційного японського одягу Українсько-японським центром КПІ ім. Сікорського, а також сучасна ісламська мода, представлена жіночою громадською організацією «Марьям» київського Ісламського культурного центру. Крім того, були показані зразки татарського одягу від Всеукраїнського татарського культурного центру «Туган Тел», а також традиційні вбрання Малайзії і Латвії (дівоче вбрання історичної області Земгале) від посольств цих країн.
Проведення третього фестивалю «Віа Регія Україна» очікується 28 вересня 2019 року.